# Новобратское (Акмолинская область)
Новобра́тское (каз. Новобратское) — село в Буландынском районе Акмолинской области Казахстана. Административный центр Новобратского сельского округа.  Код КАТО — 114047100.

## География
Село расположено в западной части района, на берегу реки Коныр, на расстоянии примерно 85 километров (по прямой) к юго-западу от административного центра района — города Макинск.
Абсолютная высота — 305 метров над уровнем моря.
Ближайшие населённые пункты: село Будённовка — на севере, село Добровольное — на западе, село Новый Колутон — на юге.
Через село проходит проселочная дорога, с выходами на автодороги областных значений: КС-1 «Жалтыр — Макинск», КС-8 «Новый Колутон — Акколь — Азат — Минское».

## Население
В 1989 году население села составляло 1003 человек (из них украинцы — 36%, русские — 31%).

В 1999 году население села составляло 790 человек (386 мужчин и 404 женщины). По данным переписи 2009 года, в селе проживало 739 человек (361 мужчина и 378 женщин).
| Численность населения | Численность населения | Численность населения |
| 1989                  | 1999                  | 2009                  |
| --------------------- | --------------------- | --------------------- |
| 1003                  | ↘790                  | ↘739                  |

## Улицы[5]
- переулок Интернациональный,
- переулок Образцовый,
- переулок Рабочий,
- переулок Садовый,
- переулок Степной,
- переулок Целинный,
- переулок Школьный,
- ул. Абая,
- ул. Мира,
- ул. Набережная,
- ул. Шокана Уалиханова.